# Symplocos rimbachii
Symplocos rimbachii är en tvåhjärtbladig växtart som beskrevs av B. Ståhl. Symplocos rimbachii ingår i släktet Symplocos och familjen Symplocaceae. Inga underarter finns listade i Catalogue of Life.